# Apex (zespół muzyczny)

Logotyp zespołu

Apex – polski zespół muzyczny, wykonujący heavy metal, hard rock i rock progresywny, powstały na początku lat 80. XX wieku roku w Prudniku.

## Historia
Zespół powstał w 1980 roku w Prudniku. Zespół wykonywał głównie utwory hardrockowe i ballady. Należał do jednych z najlepszych zespołów rockowych na terenie województwa opolskiego. W studio Radia Opole zespół nagrał utwory „Karuzela”, „Zanim Skończy Się Bal”, „Złamany Klucz” i „W Teatrze Barw”. W 1986 roku zespół wygrał radiowe eliminacje Programu III Polskiego Radia do Ogólnopolskich Spotkań Zamkowych „Śpiewajmy Poezję” w Olsztynie. Zespół występował w Pruszczu Gdańskim podczas festiwalu Drrrama '87. Został rozwiązany w 1988.

## Skład

### Ostatni skład
- Grzegorz Panek – wokal (1986–1988)
- Mariusz Lewicz – gitara[4][5] (1980–1988)
- Ireneusz Raczyk – gitara (1986–1988)
- Zbigniew Towarnicki – gitara basowa (1980–1988)
- Krzysztof Robotycki – perkusja (1986–1988)

### Byli członkowie zespołu
- Józef Kotyś – wokal[4][6] (1980–1986)
- Norbert Mletzko – gitara (1980–1986)
- Zbigniew Ociepka – perkusja (1980–1986)